# グエン・ヴァン・ヒン
グエン・ヴァン・ヒン（ベトナム語:Nguyễn Văn Hinh、漢字: 阮文馨、1915年 - 2004年）は、ベトナム国の軍人。
バオ・ダイ国長の下、ベトナム国軍の参謀長を務めた。レ・ヴァン・ティ大将の後任として参謀総長も務めた。第一次インドシナ戦争終結後の1954年11月8日、彼はフランスに亡命し、2004年パリで没した。